# عثر
عثر، هي مدينة تاريخية اندثرت معالمها ولم يبقى منها سوى الأطلال، تقع مدينة عثر على ساحل البحر الأحمر في منطقة جازان، وتبعد حوالي 40 كيلو متر إلى الشمال الغربي من مدينة جازان، و 16 كيلو متر إلى الغرب من صبيا، وتقع أيضا على ساحل البحر الأحمر بالقرب من قوز الجعافرة، ومدينة عثر التاريخية تقع على لسان من اليابسة يمتد داخل مياة البحر الأحمر ويعرف باسم رأس الطرفة، ويرجع تاريخها إلى العصر الإسلامي المبكر واستمر استيطانه حتى القرن السابع الهجري (الثالث عشر الميلادي) ، وقد ذكر الموقع أبو محمد الهمداني في تحديده لأقاليم جنوب الجزيرة العربية في كتابه صفة جزيرة العرب حيث رتبها من الجنوب للشمال بقول «... فباحة جازان إلى عثَّر فرأس عثَّر وهو شديد الموج» ..

## تاريخ المدينة
بدأ تاريخ المدينة مع أسرة الزيادي التهامية، وكانت الأسرة قد كان لها ارتباط تاريخي مع الخلفاء العباسيين، حكمها أسرة بنو طرف، وبنو طرف ملوك مخلاف عثر موالين بنو مخزوم من قريش.، وكانت عثر ميناء غنيا بالتجارة منذ أن أنشئ فيها دار ملكية عباسية لضرب النقود وأصبح الدينار العثري معروفا في تهامة، وكانت إيرادات طرف السنوية تزيد عن خمسمئة ألف دينار عثري، بالإضافة إلى وجود دار ضرب للعملة في مدينة عثر، وفي بيش كانت تسك عملة دينار يسمى (الدينار العثري)، وجميع الدنانير الذهبية العثرية التي اكتشفت وتوفرت في الوقت الراهن تعود للقرن الرابع الهجري (العاشر الميلادي)، ومن أقدم هذه المجموعة من الدنانير دينار ذهبي من ضرب بيش يعود لسنة 302 هـ الموافق 914، بينما أخر دينار اكتشف من ضرب عثر في سنة 393 هـ الموافق 1002.
أن أول ذكر للمدينة والمقاطعة يأتي في سنة 632 حينما استولى الأسود العنسي على مدينة عثر وعلى مواقع ساحلية إضافية مثل الشرجة والحرضة والفلفيقا والظاهر جنوبا حتى عدن، وذلك أيام حروب الردة، وفي عام 1400 هـ الموافق 1980 سجل موقع عثر برقم (217-108) خلال مسح المنطقة الجنوبية الغربية من المملكة العربية السعودية مسح جنوب تهامة، وعرف باسم عثر وقيل عنه أن له مكونات من حضارة الجزيرة والأمويين والعباسيين، وفي عام 1404 هـ الموافق 1984 اختير الموقع وأجريت به مجسات من أجل الحصول على قطاعات مفصلة ورسم خريطة للموقع الأثري وقد يرجع تأريخ أقدم استيطان به إلى حضارة جنوب الجزيرة العربية.
كانت عثر ميناء غنيًا بالتجارة، وقد كان سوقه من الأسواق المعروفة في جنوب الجزيرة العربية حيث أصبح نقطة التقاء ما بين حضارتين، الأولى تلك السفن القادمة من بلاد الشرق كالهند والصين، والأخرى السفن القادمة من بلاد الشام ومصر بالإضافة إلى علاقته بالساحل الأفريقي، وقد تمكنت الإدارة العامة للآثار والمتاحف من تسليط الضوء على الميناء بواسطة التقنيات التي أجرتها في عام 1404هـ/1984م مما أسفر عن وجود وحدات معمارية لمساكن تتباين فيها أساسيات البناء، وعثر على مجموعة من أواني الخزف التي تحمل اللون الأزرق والأخضر والخزف الصيني، وكذلك الأواني الحجرية والزجاجية والحجر الصابوني والمعادن، كما عُثر فيه على دينار سُجل عليه اسم عثر، ويحمل تاريخ ضربه في سنة 342هـ ويتواجد في المكتبة الوطنية بباريس.
لا تتوفر معلومات تاريخية تنبئ عن اندثار مدينة عثر، عدا ما يورده المؤرخ اليمني الجندي في معرض حديثه عن أهالي مدينة المهجم، فقد أورد معلومة تاريخية تتعلق بخراب مدينة عثر الساحلية واندثارها ونصها: «وقدم المهجم صالح بن علي بن أحمد العثري نسبة إلى جزيرة في البحر يقال لها عثر، سميت بذلك لأنها يقابلها من البر قرية يقال لها عثر قد خربت منذ زمن طويل وهي بين حرض وحلي». وفي حالة الأخذ بالحسبان تاريخ وفاة الجندي الذي كان في الثلث الأول من القرن الثامن الهجري الرابع عشر الميلادي، أي أنه توفي ما بين سنة 730 هـ وسنة 732 هـ الموافق 1329 - 1331، فخراب عثر الذي وصفة الجندي انه حدث منذ زمن طويل ربما أنه حدث خلال النصف الأول أو الثاني من القرن السابع الهجري الثالث عشر الميلادي، وبالرغم من عدم توفر تأكيدات تاريخية من مؤرخين آخرين، ما يتوفر هو أن هذا التاريخ يتوافق مع انتقال عاصمة المخلاف السليماني من مدينة عثر إلى مدينة جازان العليا لأسباب تاريخية.

## وصف مدينة عثر
ينقسم موقع عثر إلى ثلاثة مواقع رئيسية وهي عبارة عن تلال أثرية تمتد بالقرب من الساحل، ويُلاحظ وجود نقطة لسلاح الحدود بالقرب من الموقع كما مدينة عثر الأثرية تقع غرب محافظة صبيا حيث تبعد حوالي 16 كيلومتر باتجاه قوز الجعافرة:
- عثر أ : يتألف الموقع من تلال اثرية تنتشر على سطحه الكسر الفخارية ذات العجينة الحمراء والغير ملونه، وهي أي التلال سميكة الحجم وخشنة كما وجد بعض الفخار مختلط مع بعض الأصداف والقواقع البحرية، كما ان طبيعة الأرض رملية، وتبلغ أبعاد الموقع حوالي مئة متر في مئة متر تقريبا، وأكبر مكونات الموقع وأكثرها وضوحا هي الكسر الفخارية وانتشار الأطلال على الكثبان الكبيرة المواجهة للسبخة.
- عثر ب : يتألف الموقع من تلال أثرية تنتشر على سطحه الكسر الفخارية ذات العجينة الحمراء اللون وهي سميكة الحجم وخشنة، إلى جانب وجود بقايا دعامات لمسجد بني من الأجر، وتبلغ أبعاد الموقع حوالي ثلاثين متر في ثلاثين متر تقريبا، إلى جانب مجموعة أخرى من التكوينات المعمارية المطمورة تحت تلال أطلال بارزة مهجورة في مناطق منفصلة على الكثبان الرئيسية، وعلى عدد من هذه التلال الرملية البارزة هناك مواد كثيرة من صنع الإنسان وبقايا آثار معمارية.
- عثر ج : يتألف الموقع من تلال أثرية تنتشر على سطحه الكسر الفخارية ذات العجينة الحمراء اللون وهي سميكة وخشنة كما تنتشر القواقع البحرية في الموقع وطبيعة التلال تلال رملية سبخية، وتبلغ أبعاد الموقع حوالي ثلاثين متر في ثلاثين متر تقريبا، ويلاحظ في السهول الساحلية المنبسطة السبخة وجود بقايا أثرية من الكثبان إلى ساحل البحر الأحمر وفي معظم أجزاء المنطقة توجد مناطق مرتفعة كثيرة، ويلاحظ أن المد والجزر العالي الحالي يوضح الحدود الشمالية والجنوبية للسبخة، ويجعلها على هيئة شبه جزيرة متصلة بساحل البحر، وهناك مسافة كيلو مترين من اليابسة داخل خليج رأس الطرفة.

## مقتنيات المدينة
من أهم المعثورات التي كشفت عنها الحفريات وجود مجموعات متنوعة من الخزف الأزرق ذو الطلاء القلوي المعروف في العصر العباسي، وكذلك الخزف ذو البريق المعدني بلون واحد، والخزف ذو الطلاء الأبيض القصديري المزخرف بزخارف محفورة، بجانب العثور على كسر بعض الأواني الخزفية المبرقشة، وكذلك الأواني المزخرفة بزخارف قالبية بطبقة مذهبة، وكذلك وجود نماذج لآنية فخارية وخزفية وحجرية مستوردة من الصين، بالإضافة إلى كميات كبيرة من الفخار المحلي من مختلف الأنواع والأحجام، وتم الكشف عن كسر لنماذج متنوعة من الآنية المصنوعة من الزجاج، ومن الحجر الصابوني، وكذلك الأدوات المصنوعة من الحديد والبرونز والنحاس منها : المراود، والسكاكين، والخناجر بالإضافة إلى العثور على نماذج متنوعة من المجامر وعلى كمية قليلة من العاج والخرز بأنواعه.
ويعد أهم ما ينسب إلى عثر من الآثار المنقولة تلك التي تتمثل في السكة المنسوبة إليها، خاصة الدينار العثري الذي تبارى الجغرافيون والرجالة المسلمون في ذكره والإشادة به، وقد عرف منه بصفة خاصة بضعة دنانير منسوبة إلى الخليفة العباسي المطيع لله (ت : 363 هـ 974، إلى ابنه الخليفة أبو بكر عبد الكريم الطائع بالله (ت: 381 هـ 991)، منها دينار واحد محفوظ في المكتبة الوطنية بباريس، وآخر محفوظ في متحف قطر الوطني، وثالث ضمن مجموعة خاصة بالمدينة المنورة، على أن مؤسسة النقد العربي السعودي تمتلك أكبر عدد من الدنانير العثرية، فبحوزتها حتى عام 1416 هـ الموافق 1996 خمسة دنانير مسجلة تحت الأرقام : 403 و 424 و 425 و 429 و 433، بالإضافة إلى درهم واحد من الفضة، وقد عثرت وكالة الآثار والمتاحف في الموقع نفسه على فلس نحاسي واحد أطرافة متآكلة وتصعب قراءة ما عليه، كما يوجد في متحف وكالة الآثار والمتاحف دينارين عثريين تم الحصول عليهما عن طريق الشراء.
وتشير نتائج كربون 14 المشع الذي أجري على عدد من العينات الأثرية المصاحبة للتراصف الطبقي في الموقع إلى أنها تعود للقرنين الأول والثاني الهجريين (السابع والثامن الميلاديين)، وقد كان مصاحبا لهذه العينات الأثرية عند العثور عليها فخار مضلع ربما يعود للفترة البيزنطية المتأخرة الواقعة ما بين القرنين الخامس والسادس الميلاديين، ومن واقع أحد المجسات التي اجريت في الموقع يشير إلى ان هناك تسعة مستويات طبقية إسلامية تتخللها معثورات فخارية وخزفية مصاحبة، فالمستويات الطبقية العلوية التي تتمثل من المستوى الأول حتى نهاية المستوى الخامس ربما تعود للفترة ما بين 228 هـ-453 هـ الموافق 842-1061، أما المستويات البقية التالية من الطبقة السادسة حتى التاسعة فإنها ترجع تاريخا إلى الفترة الواقعة ما بين 28 هـ-228 هـ الموافق 648-842.

## عثر في كتب الرحالة
- ذكرها الرحالة اليعقوبي المتوفي سنة 228هـ في الطريق بين مكة وصنعاء
- ذكرها الهمداني في غير موضع من كتابه صفة جزيرة العرب
- ذكرها عمارهة في مفيده في موضع
- ذكرها ابن خرداذبه في كتابه المسالك والممالك حين قال:" فمخلاف حكم، عثر، فمن أراد طريق الجادة أخذ من عثر إلى العرش ثم جازان على طريق المخاليف"
- ذكرها الخدسي في كتابه أحسن التقاسيم
- ذكرها المؤرخ الأهدل في تاريخه تحفة الزمن في ذكر سادات اليمن.[6]

## مدينة عثر والشعراء
- يقول الشاعر الأحوص :

- يقول الشاعر الجاهلي زهير بن أبي سلمى :

- يقول الشاعر عروة بن الورد :

- يقول الشاعر تميم بن أبي مقبل من بني عامر بن صعصعة :

- يقول كعب بن زهير:

## آثار عثر
- طشت رخامي صقيل من آثار الثموديين قطره 60 سم، وعمقه 25سم
- تدوين منقوش على حجر
- جزء علوي من عمود صخري
- عمود حجري رملي أبيض زخارف عربية
- قطعة حجر منقوش عليها كتابة عربية بالخط الكوفي.[8]

## انظر ايضاً
- جازان
- ميناء العقير

## وصلات خارجية
- شاهد بالصور. مدينة تاريخية مندثرة تقع على ساحل البحر الأحمر بمنطقة جازان أحد أسواق العرب الشهيرة وميناء تجاري مهم.